# Maude Versini
Pour les articles homonymes, voir Versini.
Maude Versini Lancry, née à Neuilly-sur-Seine le 9 janvier 1974, est une journaliste française, mère de cinq enfants.

## Biographie
Maude Versini est née à Neuilly-sur-Seine le 9 janvier 1974. Son père, Daniel Versini, est un administrateur de société à la retraite. Sa mère, Hélène Versini, est mère au foyer. Elle étudie à Paris et obtient un master en commerce international à Négocia, faisant partie du réseau des écoles supérieures de commerce de la chambre de commerce et d'industrie de Paris Île-de-France. Elle commence à travailler dans l'immobilier, puis, au début des années 2000, devient journaliste. Elle a travaillé pour l'Organisation des Nations unies à New York. Elle fait ensuite des publireportages politiques et économiques pour des journaux tels que le New York Times, le Sunday Telegraph et Paris Match.
En 2000, c'est pour Paris Match qu'elle interviewe Arturo Montiel, alors gouverneur de l'État de Mexico. Elle a vingt-six ans, une « allure de mannequin ». C'est le coup de foudre qui fait les beaux jours de la presse people. Arturo Montiel est, à ce moment-là le deuxième personnage le plus puissant du Mexique après le président.
En 2002, le 22 juin, Maude Versini épouse Arturo Montiel au Mexique. Il a alors 58 ans. Elle en a 28. En 2004, le 23 mars, naissent Sofia et Adrian, des jumeaux. Le 21 juillet 2005 naît Alexi qui plus tard souffrira d'une forme d'autisme.
La candidature de son mari à l’élection présidentielle en 2005 est stoppée par un scandale de corruption. Dans la même affaire, elle est accusée par des journaux mexicains d'occuper un poste honorifique pour un salaire de douze mille dollars mensuels. Arturo Montiel tombe dans la dépression et dans l’alcool. En 2007, le couple divorce. Maude a la garde des enfants. Son mari les enlève lors de vacances qu’il passe avec eux en Espagne puis les lui rendra.
En 2009, le 12 mars, Maude se remarie avec Philippe Lancry un homme d’affaires français  avec qui elle a eu deux filles Tara  née en 2008 qui est au lycée Lubec à Paris et qui a eu la flèche d'argent et Laura née en 2014. 
Arturo Montiel porte plainte contre son ex-femme pour maltraitance envers les enfants en décembre 2011. « Le 13 janvier, le consulat général de France au Mexique a indiqué dans un communiqué que la garde des trois enfants avait été confiée à Maude Versini par le tribunal de première instance de Tenancingo (État de Mexico). Dans le cadre du droit de visite prévu dans le jugement de divorce, les enfants séjournent au Mexique depuis le 17 décembre 2011 mais auraient dû rentrer en France le 2 janvier 2012 ». Mais son ex-mari est Arturo Montiel, gouverneur de l'État de Mexico de 1999 à 2005 et mentor d'Enrique Peña Nieto, son successeur à ce poste de 2005 à 2011 et bientôt président du Mexique.
« Après un séjour des enfants en décembre 2011 au Mexique, Arturo Montiel a refusé de les rendre à leur mère, l'accusant de les maltraiter » Maude Versini alerte alors l’association Paroles de femmes et sa présidente Olivia Cattan, mère d’un enfant autiste qui l’a met en lien avec Valérie Trierweiller
En juin 2014, la justice française lance un mandat d'arrêt international contre Arturo Montiel. En mars 2015, la Commission inter-américaine des droits de l'homme (CIDH) à Washington condamne le Mexique et lui ordonne, à travers un communiqué, la mise en place « immédiate » d'un système de mesures provisoires en vue d'un accès aux enfants au Mexique, dans des conditions convenables. Elle est défendue par l'avocat Jaime Aparicio.
Un accord en avril 2015 est enfin trouvé entre les parents, 1 207 jours après l’enlèvement des enfants : Maude Versini abandonne toutes ses poursuites contre Arturo Montiel. En échange, elle pourra faire venir ses trois enfants en France sept semaines par an.

## Autre cas
- Le cas d’Anna illustre à nouveau les problèmes des enfants binationaux franco-mexicains.
- Cas de Sabine Bruto, couple Franco-tunisiens Franco-tunisiens[6].

## Publication
- Enfin réunis, Neuilly-sur-Seine, France, Éditions Michel Lafon, 2015, 240 p.  (ISBN 978-2-7499-2731-2)[7].